# Бура салангана
Бура саланга́на (Aerodramus) — рід саланганів, птахів родини серпокрильцевих (Apodidae). Це невеликі темні печерні птахи, здатні до ехлокації, що мешкають в тропічних районах Південної та Південно-Східної Азії, Океанії та Північно-Східній Австралії. Гнізда деяких видів цілком складаються з загустілої слини цих птахів та вживаються у їжу під назвою «ластівкових гнізд», вони є відомим делікатесом китайської кухні.

## Види
Рід нараховує 28 видів:
- Салангана сейшельська (Aerodramus elaphrus)
- Салангана маврикійська (Aerodramus francicus)
- Салангана індійська (Aerodramus unicolor)
- Салангана мінданайська (Aerodramus mearnsi)
- Салангана молуцька (Aerodramus infuscatus)
- Салангана сулавеська (Aerodramus sororum)[4]
- Салангана серамська (Aerodramus ceramensis)[5]
- Салангана гірська (Aerodramus hirundinaceus)
- Салангана світлогуза (Aerodramus spodiopygius)
- Салангана австралійська (Aerodramus terraereginae)
- Салангана гімалайська (Aerodramus brevirostris)
- Салангана вулканійська (Aerodramus vulcanorum)[6]
- Салангана датайська (Aerodramus whiteheadi)
- Салангана голонога (Aerodramus nuditarsus)
- Салангана меланезійська (Aerodramus orientalis)
- Салангана яванська (Aerodramus salangana)
- Салангана бура (Aerodramus vanikorensis)
- Салангана сіра (Aerodramus amelis)[7]
- Салангана атолова (Aerodramus pelewensis)
- Салангана маріанська (Aerodramus bartschi)
- Салангана каролінська (Aerodramus inquietus)
- Салангана таїтянська (Aerodramus leucophaeus)
- Салангана атіуйська (Aerodramus sawtelli)
- Салангана маркізька (Aerodramus ocistus)[8]
- Салангана малазійська (Aerodramus maximus)
- Салангана сундайська (Aerodramus fuciphagus)
- Салангана калімантанська (Aerodramus germani)[9]
- Салангана папуанська (Aerodramus papuensis)